# Klarglasscheinwerfer
Als Klarglasscheinwerfer bezeichnet man Fahrzeugscheinwerfer, bei denen das Glas der Scheinwerferabdeckung nicht als Streuscheibe fungiert. Möglich wurden solche Scheinwerfer durch die Verwendung sogenannter Freiformreflektoren, bei denen der Reflektor keine regelmäßige (parabolische) Form aufweist und die Funktion der Streuscheibe übernimmt.
Der Hauptvorteil des Klarglasscheinwerfers liegt darin, dass die durch die Streuscheibe verursachten Verluste wegfallen. Der Lichtkegel, der besonders beim Abblendlicht asymmetrisch und scharf begrenzt sein soll, wird bei Klarglasscheinwerfern durch die entsprechende Form des Reflektors bestimmt.
Problematisch bei einigen Klarglasscheinwerfern ist, wenn diese für die Dauer eines Auslandsaufenthalts von Rechts- auf Linksverkehr umgestellt werden müssen, dass es keine Orientierungspunkte für die abzuklebenden Stellen auf dem Scheinwerferglas gibt. Im einfachsten Fall kann der Scheinwerfer durch Umlegen eines Hebels umgestellt werden, im aufwändigsten Fall sind die Scheinwerfer auszutauschen.
Zu den wenigen Fahrzeugen, die im Jahr 2016 noch neu ohne Klarglasscheinwerfer zu kaufen waren, gehörte der Lada Niva.
Klarglas bezeichnet ein transparentes planes oder gewölbtes Material mit etwa konstanter Dicke, also ohne Linsenwirkung, das aus Mineralglas oder Kunststoff hergestellt ist. Das großflächige Element wird heute eher aus Kunststoff hergestellt, der typisch die halbe Dichte von Mineralglas aufweist, wodurch Gewicht gespart werden kann. Klarglas erlaubt es, den Scheinwerfer im Zuge einer Modellveränderung äußerlich umzugestalten, ohne dass sich die optischen Eigenschaften der Gesamtleuchte wesentlich ändern. Kunststoff ist mitunter schlagzäher als Glas, doch anfällig für Trübwerden durch Alterung, Reinigungsmittel oder Abrieb. Mancher Kunststoff neigt auch zur Rissbildung.